# Nemojov
Nemojov (en allemand : Nemaus, précédemment : Emaus) est une commune du district de Trutnov, dans la région de Hradec Králové, en République tchèque. Sa population s'élevait à 761 habitants en 2020.

## Géographie
Nemojov se trouve sur la rive gauche de l'Elbe, à 6 km au nord-ouest de Dvůr Králové nad Labem, à 16 km au sud-ouest de Trutnov, à 30 km au nord-nord-ouest de Hradec Králové et à 104 km au nord-est de Prague.
La commune est limitée par Vítězná au nord et à l'est, par Dvůr Králové nad Labem au sud-est, par Bílá Třemešná au sud, et par Dolní Brusnice et Mostek au nord-ouest.

## Histoire
La première mention écrite de la localité date de 1528.

## Administration
La commune compte quatre sections :
- Dolní Nemojov
- Horní Nemojov
- Nový Nemojov
- Starobucké Debrné